# 一宮寺

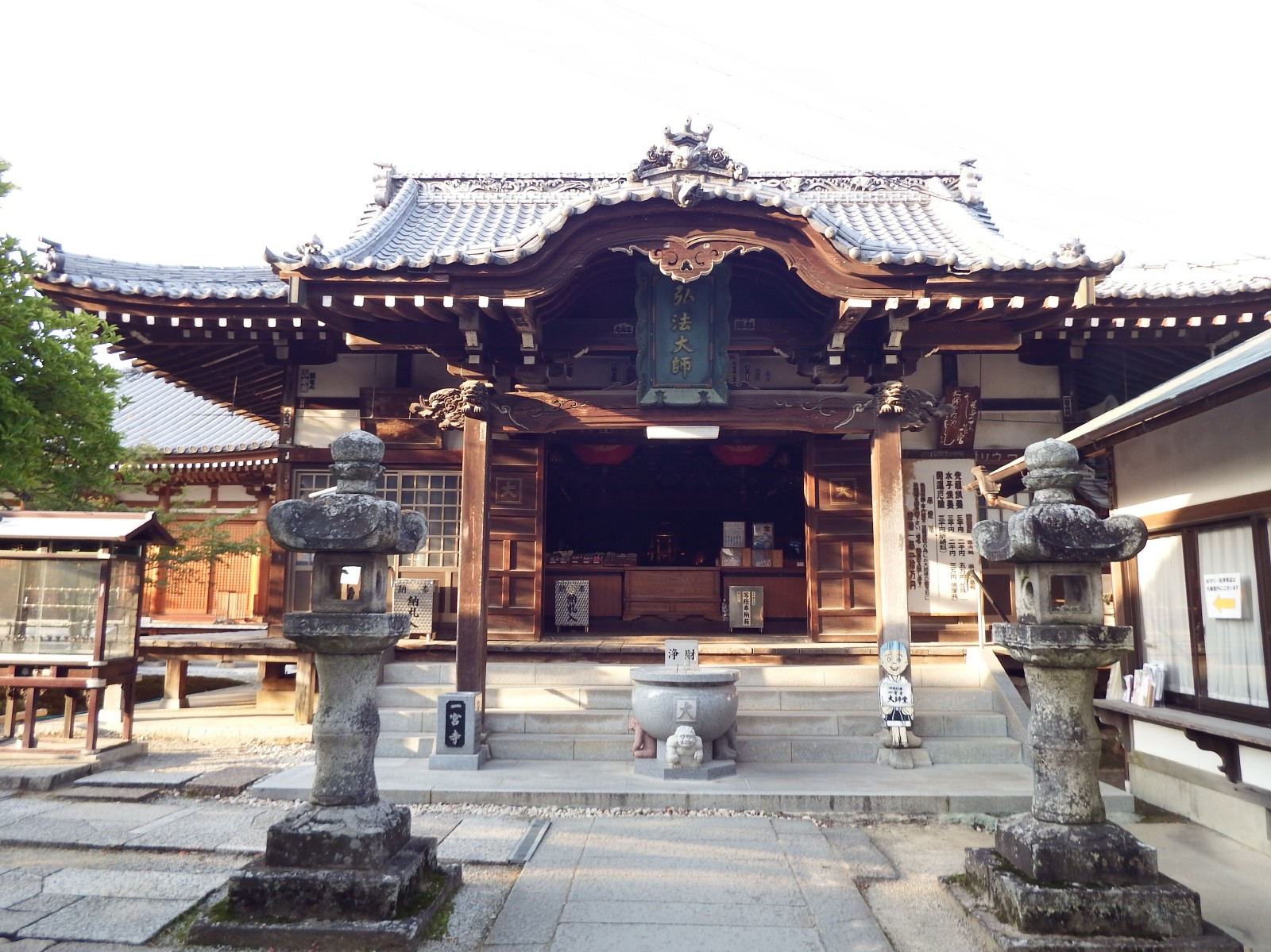
大師堂

一宮寺（いちのみやじ）は、香川県高松市一宮町にある真言宗御室派の寺院。神毫山（しんごうざん）、大宝院（だいほういん）と号す。本尊は聖観音菩薩。四国八十八箇所第八十三番札所。讃岐国一宮の田村神社に隣接する。
- 本尊真言： おん あろりきゃ そわか
- ご詠歌： 讃岐一宮（さぬきいちのみや）の御前（みまえ）に仰ぎきて　神の心を誰（たれ）かしらゆう
- 納経印：当寺本尊、地獄の釜参拝記念印

## 歴史
寺伝によれば、義淵により法相宗の寺院として大宝年間（701年 – 704年）に建立され、年号にちなみ大宝院と称したと伝えられる。そして、和銅年間、諸国に一の宮が制定された際、讃岐一宮・田村神社の第一別当として行基が堂宇を改修し一宮寺と改めたという。その後大同年間（806年 – 810年）に空海（弘法大師）が伽藍を整備し、106 cmの聖観世音菩薩像を刻んで安置し、真言宗に改宗した。
1574年（天正2年）の阿波三好軍と香西氏との兵火により焼失するも、宥勢大徳により中興される（『南海治乱記』）。当寺のホームページでは長曾我部元親の軍により焼失となっているが誤りである。寺の由緒を記した『讃岐一宮盛衰記』に於いても長曾我部の統治下にあるときは領地はそのままに安泰としてもらっていたところ、秀吉に領地を没収されたと記されているが現代の一宮は他の寺と同じく長曾我部に焼かれたと言う話に改竄している。四国の寺はこのように天正期に長曾我部に焼かれたとの伝聞を後の世になって創作している例が多いので注意が必要である。
延宝7年（1679年）に時の高松藩主である松平頼常によって田村神社が両部神道から唯一神道に改められたため当寺以外に12あったと云われる宮寺は廃止される。唯一存続を許された当寺は、それまで神社とは一体で同一場所にあったが、分離され現在地に移転、別当寺は解職され、本地仏であった聖観音像は当寺の本尊となり、一国一宮として選ばれていた神社の四国八十八箇所83番札所は当寺が引き継いだ。
明治初期の神仏分離より200年も早く神仏の分離が行われ現在に至る。

## 伽藍
- 山門（仁王門）
- 本堂：毎年8月10日午後6時より千日会で、前立本尊の開帳がある。
- 大師堂：奥に鎮座する大師像を拝顔できる。誰でも予約なしで写経体験ができる（午前9時～午後4時）。毎年7月土用丑日きゅうり加持。大扉には大宝院の大が刻まれている。
- 護摩堂：近年新築され、不動明王像を拝顔できる。毎月28日午前10時より護摩焚き催行。
- 菩薩堂：阿弥陀如来と二十五菩薩を祀る。
- 納骨堂舎利羅：2020年12月落慶。鉄筋コンクリート。

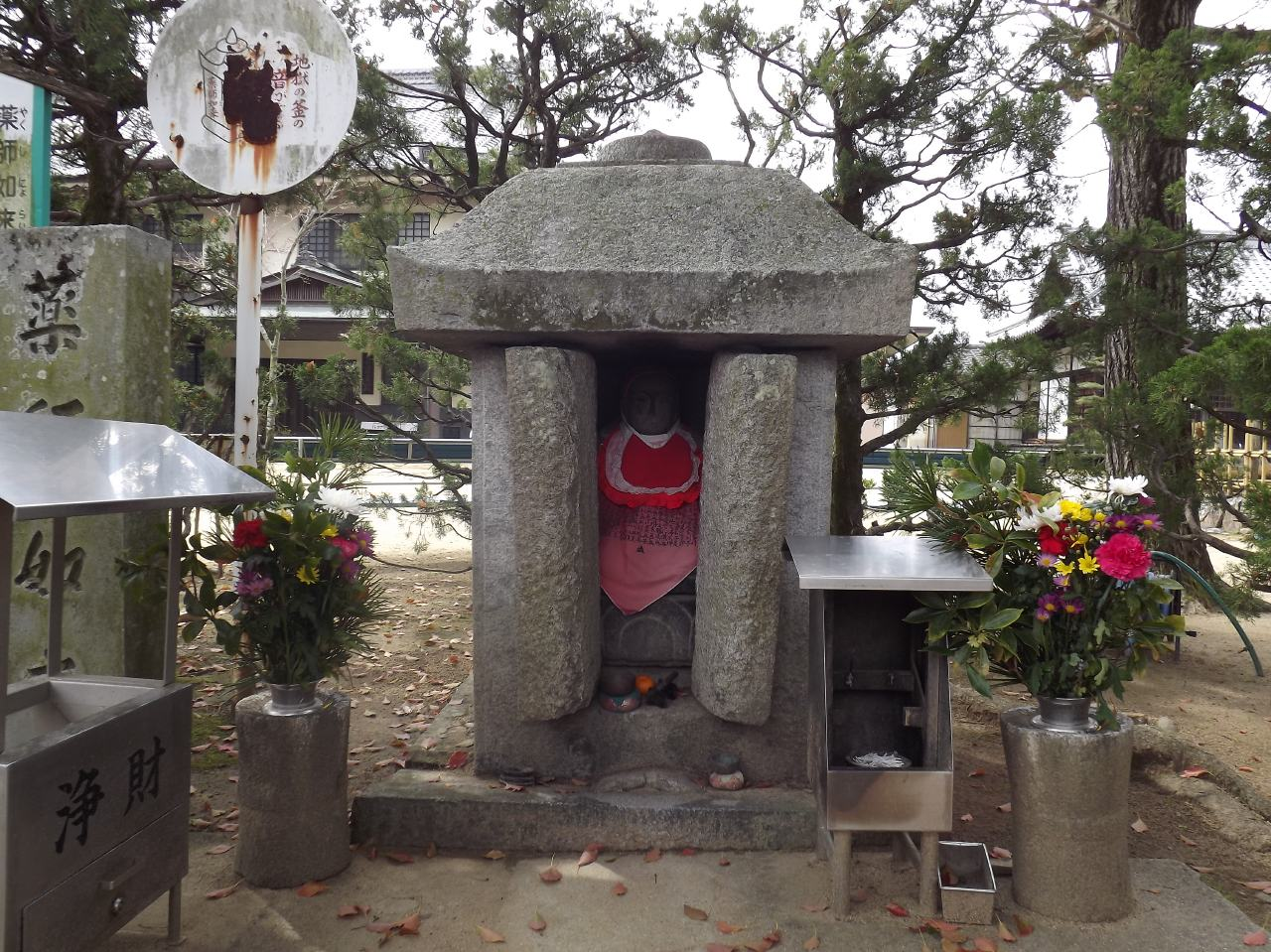
薬師如来の祠

- 薬師如来の祠：地獄の釜の煮えたぎる音がする祠で悪いことをした人が頭を入れると抜けなくなると云われている。
- 一宮御陵：三基の石塔。孝霊天皇・百襲姫命・五十狭芹彦命のものとも云われている。
- 句碑：忠司「香煙のときに燃えたち夕遍路」が一宮御陵の後にある。
- 西門：駐車場からの入口。

通常は仁王門とは反対の裏側にある西門の前に駐車場があるので、そこから入っていくと本堂左手に至り、大師堂は本堂の右側にあり、護摩堂は大師堂の左にある、納経所は本堂から仁王門に向かうと左手にあり、鐘楼は右手にある。一宮御陵は手水舎の背後にある。
- 宿坊：なし
- 駐車場：あり、無料

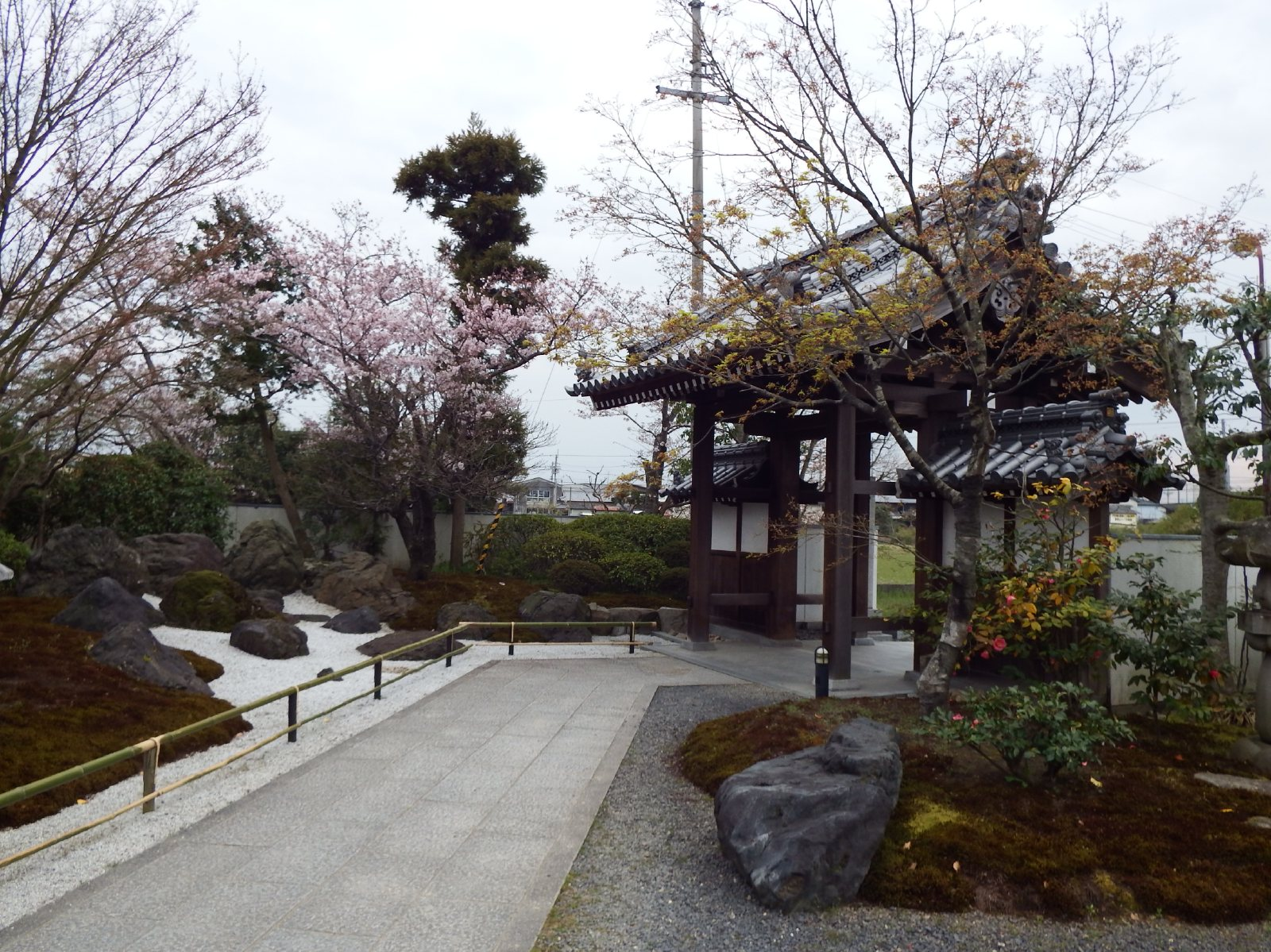
西門
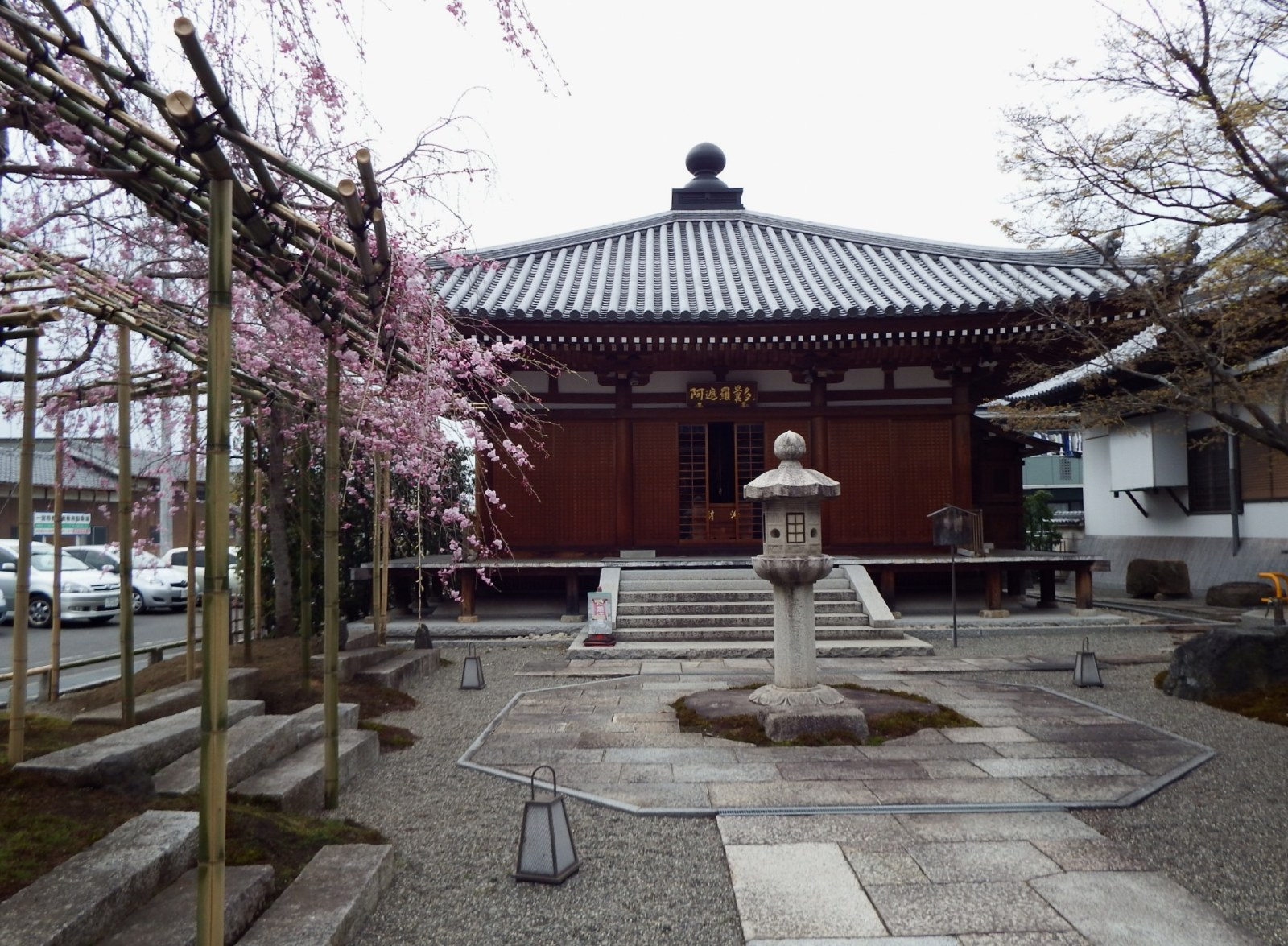
護摩堂
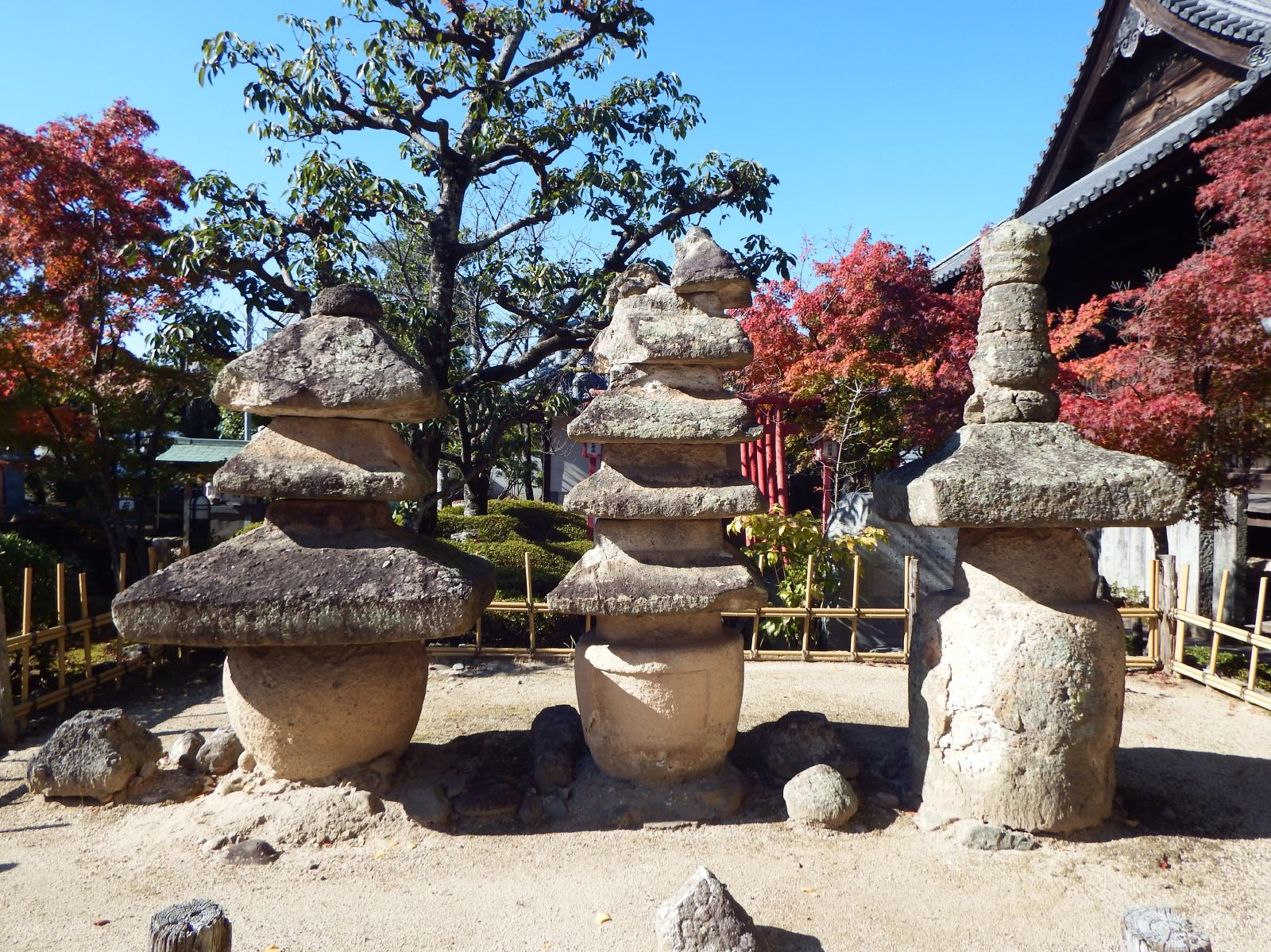
一宮御陵
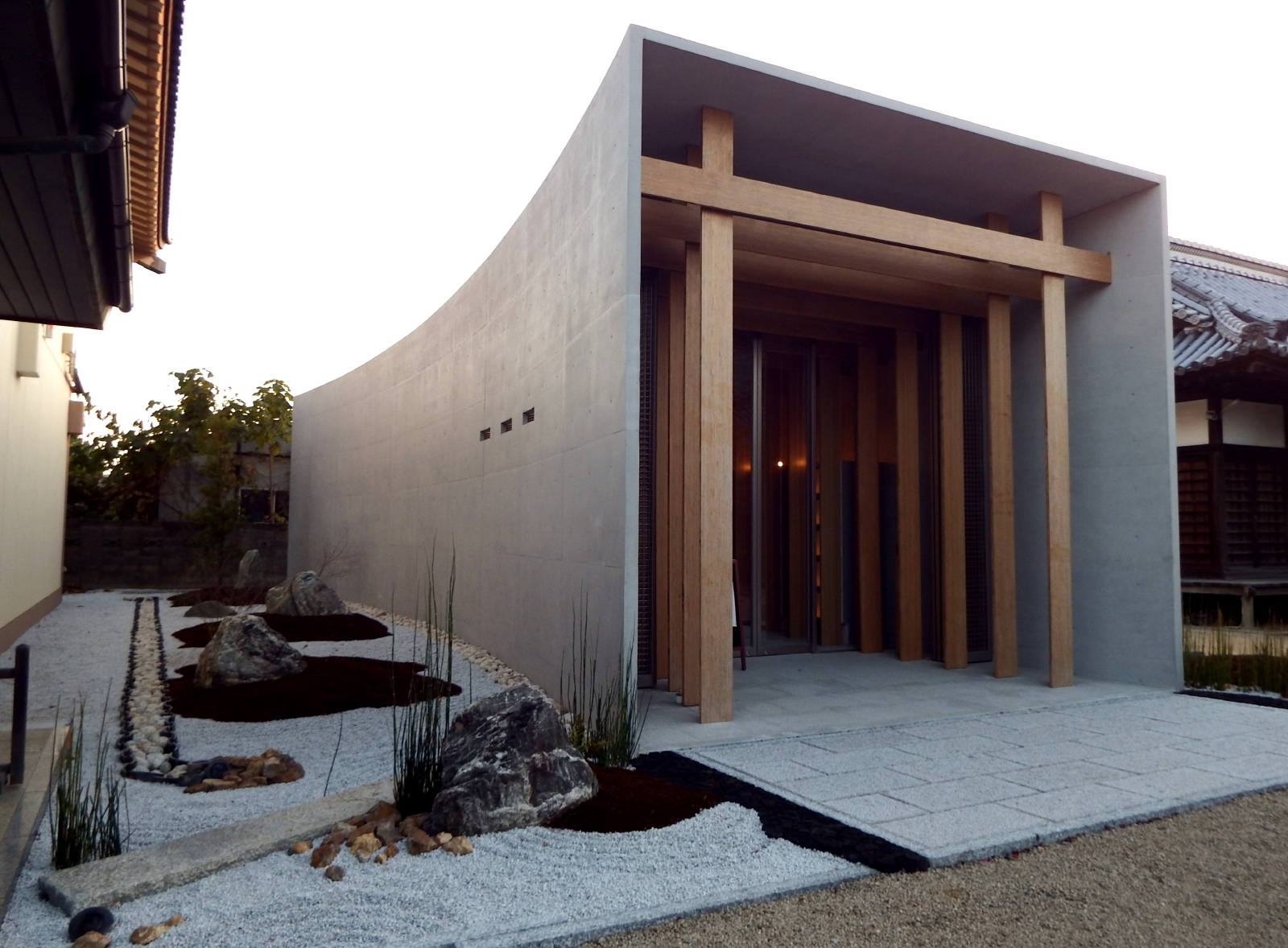
納骨堂舎利羅

## 交通アクセス
鉄道
- 琴電（ことでん） 琴平線 – 一宮駅 (0.9 km)

バス
- ことでんバス 鹿角線 「一宮」下車 (0.3 km)

道路
- 一般道：香川県道12号三木国分寺線 一宮 (0.3 km)
- 自動車道：高松自動車道 高松檀紙IC/高松西IC (3.6 km)

## 前後の札所
四国八十八箇所
82 根香寺 --(11.9 km)-- 83  一宮寺 --(13.6 km)-- 84 屋島寺